# Skytteholms IP
Der Skytteholms IP (voller Name: Skytteholms Idrottsplats, deutsch Skytteholms Sportplatz) ist ein Fußballstadion im Stadtteil Skytteholm der schwedischen Gemeinde Solna. Die Spielstätte sowie die zwei vorhandenen Nebenplätze werden vom Vasalunds IF, Råsunda IS und Jugendmannschaften sowie der Frauenfußballmannschaft AIK Dam als Heimspielstätte genutzt. Bis zum Umzug nach Eskilstuna spielte auch der AFC United im Stadion, teilweise bestreiten auch die Männermannschaften des AIK und des Djurgårdens IF hier ihre Test- und Freundschaftsspiele.

## Geschichte
Der Skytteholms IP wurde 1967 angelegt. 1990 fand ein Umbau des Geländes statt. Seither bietet das Stadion 3000 Zuschauern auf einer Tribüne Platz. Durch Zusatztribünen kann die Kapazität gegebenenfalls weiter erhöht werden. Ursprünglich wurde auf Naturrasen gespielt, seit 2003 liegt ein Kunstrasen als Spielfeld im Stadion. Zum Gelände gehören weitere Kunstrasenplätze, auf denen die Reserve- und Jugendmannschaften des AIK ihre Spiele austragen. Zudem treten die Männer-Mannschaften von AIK und Djurgårdens IF teilweise für ihre Saisonvorbereitungsspiele auf dem Platz an.
Der Skytteholms IP entstand in Nachbarschaft zum weniger als 400 Meter entfernten Råsundastadion, der langjährigen Heimspielstätte der Männermannschaft des AIK. Diese wurde ab Ende 2012 abgerissen, seither spielt die Mannschaft in der etwa einen Kilometer in nördlicher Richtung entfernten Friends Arena.
Im Frühjahr 2022 schlug der Lokalverband der Sozialdemokratischen Arbeiterpartei Schwedens vor, den Skytteholms IP sowie das umgebende Gelände inklusive der benachbarten Solnahallen umzubauen und zu modernisieren, damit die derzeit mit ihrem Trainingsgelände in Karlberg beheimateten Profifußballer wieder näher an ihre ursprüngliche Heimat sowie mit den Jugendmannschaften und anderen Sportarten zusammengeführt werden. Der Vorschlag wurde direkt vom Gemeinderatsvorsitzenden der Partei Moderaterna zurückgewiesen.